# Valchiria (nome)
Valchiria  è un nome proprio di persona italiano femminile.

## Varianti
- Femminili: Valkiria[2], Walchiria[1][2], Walkiria[1][2]
- Maschili: Valchirio[2], Walchirio[2]

## Origine e diffusione

La veglia della valchiria, di Edward Robert Hughes

Nome di scarsissima diffusione, e attestato quasi solo al femminile, prevalente nell'Italia centro-settentrionale e in particolare in Toscana, Emilia-Romagna e Lazio; è ripreso dalle Valchirie, figure della mitologia norrena che guidavano i morti in battaglia verso il Valhalla; il suo uso come nome proprio ha origini perlopiù letterarie e musicali, ispirato da opere come La Valchiria di Richard Wagner.
Etimologicamente parlando deriva, tramite il tedesco Walküre, dal termine norreno valkyrja, composto dalle radici valr ("i morti", "gli uccisi", da cui anche Valdís) e kyrja ("che sceglie"), quindi "colei che sceglie gli uccisi". 

## Onomastico
Il nome è adespota, cioè non è portato da alcuna santa. Si può festeggiarne l'onomastico il 1º novembre, giorno di Ognissanti.